# Komisariat Straży Granicznej „Worochta”
Komisariat Straży Granicznej „Worochta” – jednostka organizacyjna Straży Granicznej pełniąca służbę ochronną na granicy polsko-czechosłowackiej w latach 1929–1938 i granicy polsko-węgierskiej w 1939.

## Geneza
Na wniosek Ministerstwa Skarbu, uchwałą z 10 marca 1920, powołano do życia Straż Celną. Proces tworzenia Straży Celnej trwał do końca 1922. 
Komisariat Straży Celnej „Worochta”, wraz ze swoimi placówkami granicznymi, wszedł w podporządkowanie Inspektoratu Straży Celnej „Worochta”.
W drugiej połowie 1927 przystąpiono do gruntownej reorganizacji Straży Celnej. W praktyce skutkowało to rozwiązaniem tej formacji granicznej.
Rozkazem nr 5 z 16 maja 1928 w sprawie organizacji Małopolskiego Inspektoratu Okręgowego dowódca Straży Granicznej gen. bryg. Stefan Pasławski powołał komisariat Straży Granicznej „Worochta”, który przejął ochronę granicy od rozwiązywanego komisariatu Straży Celnej.

## Formowanie i zmiany organizacyjne

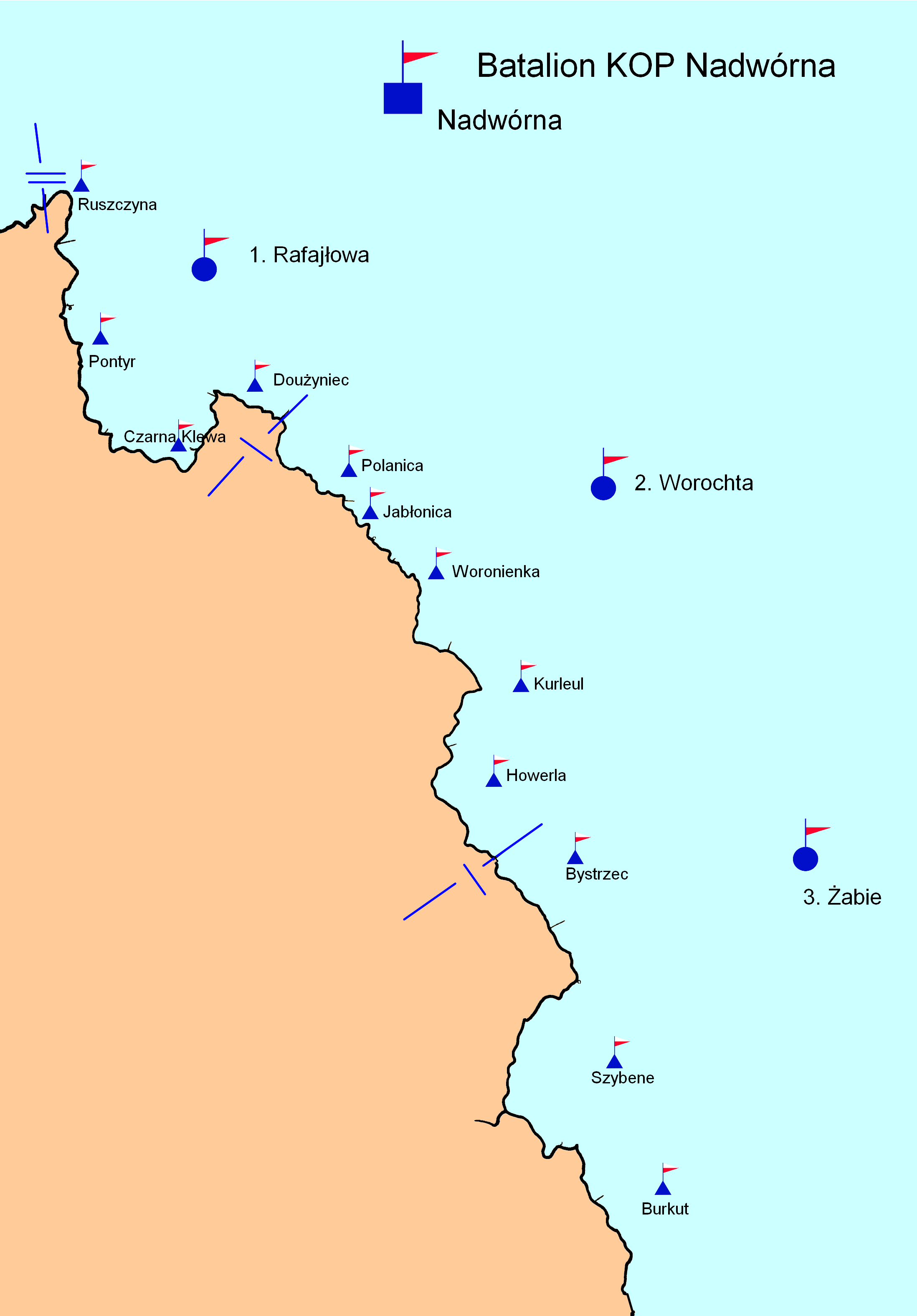
Szkic rozmieszczenia batalionu KOP „Nadwórna”

Rozporządzeniem Prezydenta Rzeczypospolitej Polskiej Ignacego Mościckiego z 22 marca 1928, do ochrony północnej, zachodniej i południowej granicy państwa, a w szczególności do ich ochrony celnej, powoływano z dniem 2 kwietnia 1928 Straż Graniczną.
Rozkazem nr 5 z 16 maja 1928 w sprawie organizacji Małopolskiego Inspektoratu Okręgowego dowódca Straży Granicznej gen. bryg. Stefan Pasławski przydzielił komisariat „Worochta” do Inspektoratu Granicznego nr 21 „Kołomyja” i określił jego strukturę organizacyjną. 
Rozkaz z 8 września 1828 dowódcy Straży Granicznej nr 6 w sprawie organizacji Małopolskiego Inspektoratu Okręgowego podpisany w zastępstwie przez mjr. Wacława Szpilczyńskiego nie wymieniał komisariatu Straży Granicznej „Worochta” w strukturze Inspektoratu Granicznego „Kołomyja”.  
Rozkazem nr 7 z 25 września 1929 w sprawie reorganizacji i zmian dyslokacji Małopolskiego Inspektoratu Okręgowego komendant Straży Granicznej płk Jan Jur-Gorzechowski określił numer i nową strukturę komisariatu „Worochta”. 
Rozkazem nr 4/31 zastępcy komendanta Straży Granicznej płk. Emila Czaplińskiego z 20 października 1931 zniesiono placówkę SG „Andzeluza”.
Rozkazem nr 2 z 16 stycznia 1939 w sprawie przejęcia odcinka granicy polsko-niemieckiej od Korpusu Ochrony Pogranicza na terenie Mazowieckiego Okręgu Straży Granicznej oraz przekazania Korpusowi Ochrony Pogranicza odcinka granicy na terenie Wschodniomałopolskiego Okręgu Straży Granicznej, w związku z przekazaniem Korpusowi Ochrony Pogranicza ochrony części granicy południowej Państwa na odcinku  między przełęczą Użocką, a stykiem granicy polsko-rumuńsko-czechosłowackiej, komendant Straży Granicznej płk Jan Gorzechowski zarządził likwidację komisariatu Straży Granicznej „Worochta”.
Komendantem Komisariatu SG „Worochta” był Bolesław Mościcki.

## Służba graniczna
Sąsiednie komisariaty:
- komisariat SG „Nadwórna” ⇔ komisariat Straży Granicznej „Żabie” − 1928
- komisariat Straży Granicznej „Sołotwina” ⇔ komisariat Straży Granicznej „Żabie” − 1935[12]

## Kierownicy/komendanci komisariatu
| stopień     | imię i nazwisko    | okres pełnienia służby |
| ----------- | ------------------ | ---------------------- |
| podkomisarz | Piotr Łazarewicz   | był 27 VIII 1928       |
| podkomisarz | Witalis Brzeski    | 1930 -1934             |
| aspirant    | Henryk Juchniewicz | p.o. 1934              |

## Struktura organizacyjna

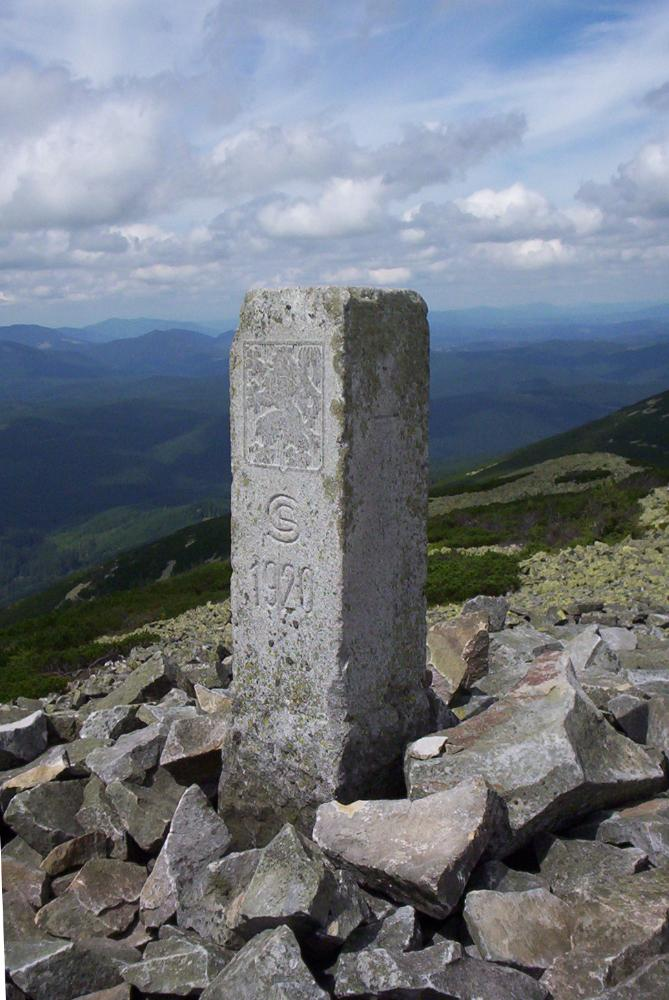
Słupek graniczny z dwudziestolecia międzywojennego na Popadii w paśmie Gorganów

Organizacja komisariatu w maju 1928:
- komenda − Worochta
- placówka Straży Granicznej I linii „Jabłonica”
- placówka Straży Granicznej I linii „Woronienka”
- placówka Straży Granicznej I linii „Ardzeluza”
- placówka Straży Granicznej II linii „Worochta”
- placówka Straży Granicznej II linii „Kołomyja”

--
Organizacja komisariatu we wrześniu 1929, 1931, 1935:
- 4/21 komenda − Worochta (42 km)
- placówka Straży Granicznej I linii „Polanica”
- placówka Straży Granicznej I linii „Jabłonica”
- placówka Straży Granicznej I linii „Woronienka”
- placówka Straży Granicznej I linii „Howerla”
- placówka Straży Granicznej II linii „Worochta”
- placówka Straży Granicznej II linii „Ardzeluza”  → zniesiona w 1931